# 塩沢トンネル
塩沢トンネル（しおざわトンネル）は、上越新幹線の越後湯沢駅 - 浦佐駅間にある、総延長11,217メートルの複線鉄道トンネルである。トンネルすべてが新潟県南魚沼市に所在する。

## 建設の背景
先に開通していた東海道新幹線や建設が行われていた山陽新幹線に引き続き、「国土の均衡ある発展を図る」ことを目的として1970年（昭和45年）に全国新幹線鉄道整備法が制定された。これにより東京と新潟を結ぶ高速鉄道として上越新幹線を建設することが決まり、1971年（昭和46年）1月に基本計画決定された。そして10か月ほどの準備期間を経て同年10月に起工された。

### 経路の選択
新潟県内の上越新幹線の経路については、日本有数の豪雪地帯であることから、保守の都合を考えて可能な限りトンネル内を通過するような経路を選択することにした。その上で、越後湯沢駅 - 長岡駅間は魚野川の左岸と右岸のどちらを通過するかが検討された。右岸案は地質的に建設がしやすいという利点があったものの、線路の総延長が長く、中間駅の設置にも難点があるとされ、相対的に有利であるとされた左岸案が選択された。左岸において、越後湯沢駅と浦佐駅の間では、在来線に近い案と西側の丘陵に入る案の2経路が比較され、前者は多数の家屋移転を伴い、雪害対策上必要とされるトンネル区間が短くなることから、後者の案が採用され、地滑り地帯を避け、工事用道路が短く、横坑や斜坑を使って長大トンネルを施工できるような経路が選択された。地質が悪いとされたことから、土被りを100メートル以内に抑える目的で、山裾の土被りが薄い場所を通って経路を設定した。これによりこの区間に塩沢トンネルが建設されることになった。
当初の実施計画では、この区間のトンネルは塩沢トンネルと六日町トンネルの2本に分かれていた。塩沢トンネルは全長5,720メートルで、入口から1,220メートルが下り列車に対して3パーミルの上り勾配、残り4,500メートルが12パーミルの下り勾配とされ、六日町トンネルは全長5,000メートルで下り列車に対して12パーミルの下り片勾配と計画された。しかし大宮起点165 km 800 m付近にある鎌倉沢について地質を精査した結果、地表付近の風化地層を避けるために施工基面を24メートル下げることになった。この結果2本のトンネルの間で地上に出ることがなくなり、1本の塩沢トンネルになった。しかし工事中は便宜上2本のトンネルのままとして扱われ、六日町トンネルの名称も引き続き用いられた。六日町トンネルは大宮起点171 km 209 m付近で、当時日本鉄道建設公団東京支社が建設中であった北越北線（開業後の北越急行ほくほく線）赤倉トンネルと立体交差することになっており、当初計画では29.0メートルの高低差を持つことになっていた。しかし前述の施工基面低下に加えトンネル前後での国道や河川などとの交差の制約もあり、交差部が非常に近接することになった。

## 建設計画

### 建設担当
上越新幹線はそれまでの新幹線と異なり、初めて日本鉄道建設公団（以下、公団と略す）が担当することとされた。このため塩沢トンネルも公団が担当して建設することになった。公団ではこの上越新幹線の工事にあたり、大宮起点126 km330 m地点（月夜野トンネル出口付近）より北側を担当するために新潟新幹線建設局を設置した。

### 建設基準

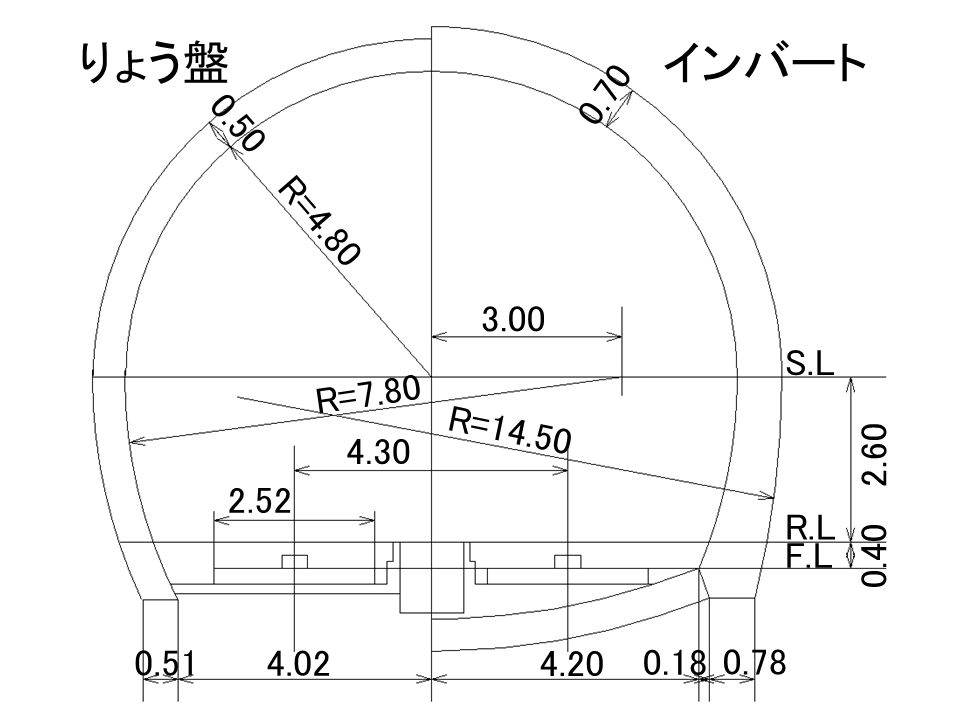
上越新幹線の標準トンネル断面図

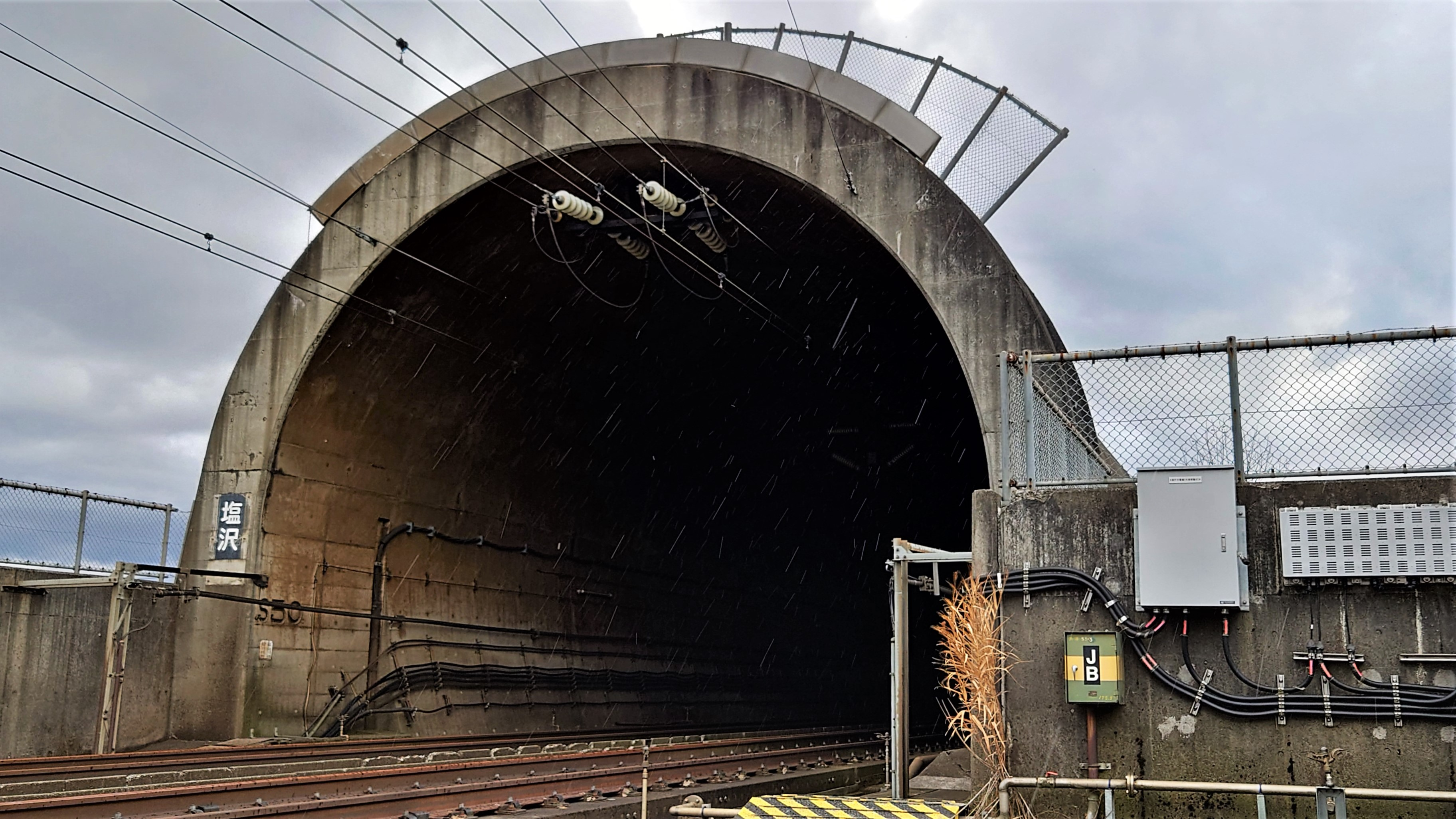
実際のトンネル坑口断面。敷地外より撮影

上越新幹線建設にあたっては、乗り心地の限界、蛇行動発生の限界、粘着の限界など諸限界を考慮の上で、近い将来に改良して向上できる限界も加味して、計画最高速度を250 km/hと設定した。ただし、自動列車制御装置 (ATC) によってブレーキが動作する速度（許容最高速度）は260 km/hである。実際には開業時には最高速度210 km/hで走行し、その後240 km/hに高速化し、1990年(平成2年）3月10日のダイヤ改正から下り2本のみ大清水トンネル内の下り勾配を利用して275 km/h運転を実現したが、1999年（平成11年）12月ダイヤ改正で275 km/h運転は中止され、240 km/h運転となっている。
車両限界と建築限界については、東海道・山陽新幹線に比べて縮小することでトンネル断面積の削減を検討したが、将来的な直通運転への対応やサービス向上に対する弾力性などを考慮し、また工事費の節減効果が少ないとされたことから、東海道・山陽新幹線と同じ断面が採用された。軸重は、東海道・山陽新幹線では16トンであったが、雪害対策を施したために1トン増加して17トンとなった。これに合わせて活荷重は新P-17標準活荷重およびN-16標準活荷重を採用している。
最小曲線半径については山陽新幹線の基準を踏襲し、停車場外では4,000メートル（やむを得ない場合3,500メートル）と設定された。縦曲線半径は15,000メートル以上、最急勾配は15パーミル以下、延長10キロメートル間平均勾配で12パーミル以下とされた。軌道中心間隔は4.3メートルで、軌道は全面的にスラブ軌道を採用している。トンネルの断面は、ほぼ山陽新幹線のものを継承している。基面の幅は、レール面の下0.4メートルの高さ（基面）で直線区間では8.4メートル、スプリングライン（トンネル側壁から上部の円形部分への接続点）の高さはレール面から2.6メートル、アーチ（トンネル上部の円形部分）の半径は4.8メートルである。

### 線形

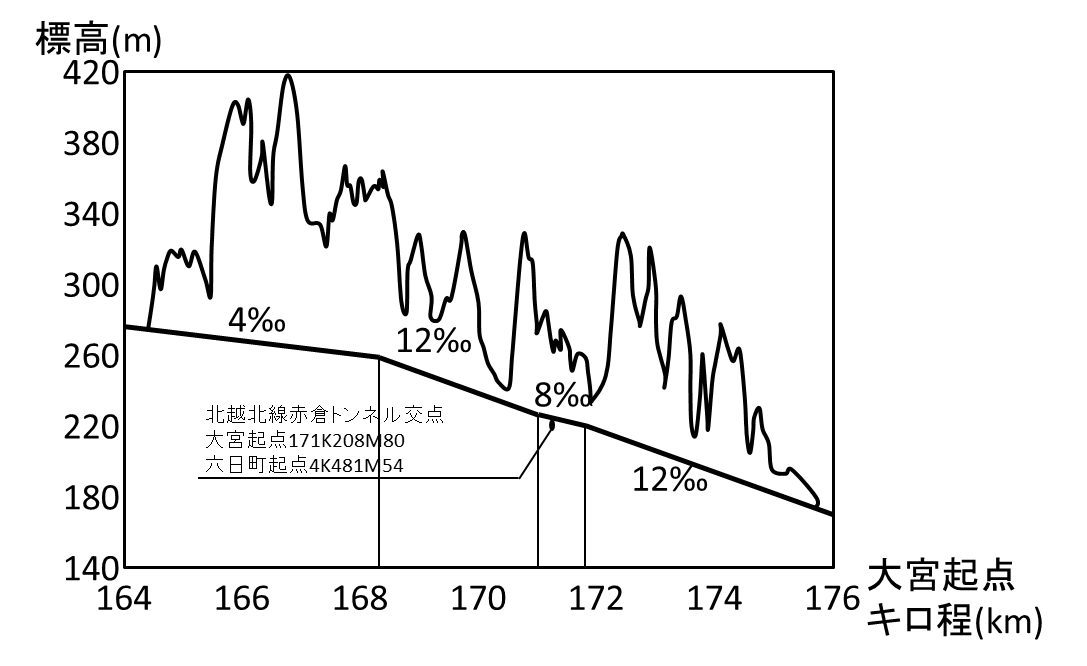
塩沢トンネル断面図

塩沢トンネルは、大宮起点164 km 683 m地点から175 km 900 m地点に至る区間にあり、全長11,217メートルである。トンネル内での勾配は、大宮方から新潟方へ向けて入口側で4パーミルの下り勾配で、168 km 320 m地点から12パーミル下り勾配となり、171 km 000 m地点から8パーミルの下り勾配に緩むが、171 km 800 m地点から再び12パーミル下り勾配となって出口まで続く、入口から出口に向けての下り片勾配である。平面線形はほぼ直線であるが、途中下り列車に対して右に半径8,000メートルの曲線がある。トンネルが通過している地域は標高1000メートル以下のなだらかな魚沼丘陵東部すそ野で、土被りは最大で110メートル以内で、浅いところは土被り0 - 20メートル程度となり、沢や河川と8か所で交差している。

### 工区割
当初計画で塩沢トンネルとされていた区間は、南、上の原、君帰（きみがえり）、庄の又の4つの工区に、六日町トンネルとされていた区間は、南、寺尾、北の3つの工区にそれぞれ分割して建設された。塩沢トンネルと六日町トンネルの双方に南工区があるため、以下では塩沢南工区、六日町南工区と記述して区別する。
| 当初トンネル | 塩沢トンネル                | 塩沢トンネル                        | 塩沢トンネル                        | 塩沢トンネル                     | 六日町トンネル                             | 六日町トンネル                   | 六日町トンネル              |
| 工区名       | 塩沢南                      | 上の原                              | 君帰                                | 庄の又                           | 六日町南                                   | 寺尾                             | 北                          |
| ------------ | --------------------------- | ----------------------------------- | ----------------------------------- | -------------------------------- | ------------------------------------------ | -------------------------------- | --------------------------- |
| 着工         | 1973年8月                   | 1972年8月                           | 1972年9月                           | 1972年10月                       | 1973年3月                                  | 1972年9月                        | 1973年3月                   |
| 竣工         | 1977年9月                   | 1977年2月                           | 1978年3月                           | 1976年3月                        | 1977年5月                                  | 1977年2月                        | 1976年11月                  |
| キロ程       | 164 km 683 m - 165 km 150 m | 164 km 150 m - 167 km 400 m         | 167 km 400 m - 169 km 400 m         | 169 km 400 m - 170 km 700 m      | 170 km 700 m - 172 km 210 m                | 172 km 210 m - 173 km 900 m      | 173 km 900 m - 175 km 900 m |
| 延長         | 467 m                       | 2,250 m                             | 2,000 m                             | 1,300 m                          | 1,510 m                                    | 1,690 m                          | 2,000 m                     |
| 作業坑       | なし                        | 上の原横坑 583.6 m 166 km 780 m地点 | 君帰横坑364.9 m 169 km 162 m 21地点 | 庄の又斜坑114 m 170 km 330 m地点 | 四十日（しとか）横坑155 m 171 km 900 m地点 | 寺尾横坑481 m 8 173 km 580 m地点 | なし                        |
| 施工業者     | 三井建設                    | 飛島建設                            | 鉄建建設                            | 熊谷組                           | 大成建設                                   | 錢高組                           | 佐藤工業                    |
| 平均月進     | 11 m                        | 56 m                                | 40 m                                | 36 m                             | 38 m                                       | 41 m                             | 45 m                        |
| メートル単価 | 178万円                     | 229万円                             | 308万円                             | 246万円                          | 294万円                                    | 212万円                          | 179万円                     |

### 地質
塩沢トンネルが所在する魚沼丘陵は信濃川と魚野川に挟まれており、地質的には主に魚沼層群から形成されている。地層が西側に傾斜していることから、ケスタ状の地形となっている。トンネル出口側の約900メートルは扇状地となっている。
トンネルが通過する付近の地質は年代的に若く、新第三紀鮮新世の西山砂礫層、西山泥岩層、魚沼砂礫層、第四紀洪積世の矢代田砂礫層、桝形山安山岩などから構成されている。砂礫層は固結度が低く少量の湧水でも崩壊を起こし、粘土は水分を吸収すると膨張性土圧を発生させる。桝形山安山岩は堅硬であるものの、節理が発達し多量の地下水を含有していた。矢代田層は主に北・寺尾工区に、魚沼層の砂礫は君帰工区に、粘土を多く含む西山泥岩層は主に君帰工区と庄の又工区に分布した。
同じ上越新幹線のトンネル工事中、大清水トンネルは有数の堅岩を掘削する代表的な工事となった一方で、この塩沢トンネルは固結度の低い砂礫層や泥岩層などを掘削する、軟岩トンネルの代表ともいえる工事となった。さらに掘削中には原油や可燃性ガスの発生があり、まれに見る悪条件と戦いながら施工されることになった。

### 工期
1971年（昭和46年）に当初の工事実施計画が認可された時点では、上越新幹線の完成は1976年度（昭和51年度）と設定されていた。約5年の工期は、東海道新幹線や山陽新幹線の実績を考えれば、それほど無謀な設定ではなかった。しかし建設中の1973年（昭和48年）には第一次オイルショックに見舞われ、建設予算の削減や新規発注の凍結が行われ、工事の遅れに直結した。
こうしたことから、1977年（昭和52年）3月24日の工事実施計画変更申請、同3月30日認可により、完成予定は1980年度（昭和55年度）へと延期となった。この頃、塩沢トンネルは君帰工区が1978年（昭和53年）3月に竣工したことを最後に完成を迎えていた。しかし中山トンネルの出水事故などに見舞われて上越新幹線全体の工期はさらに遅延することになり、1980年（昭和55年）12月24日には1982年（昭和57年）春に東北・上越新幹線を同時開業させる方針が発表された。ところが中山トンネルで2回目の出水事故が発生して、最終的に東北新幹線との同時開業の断念に追い込まれた。結局上越新幹線は1982年（昭和57年）11月15日の開業と決定した。

## 建設

### 塩沢南工区
塩沢南工区は、トンネル掘削455メートルとトンネル入口に付随するスノーシェッド区間からなっており、三井建設に対して発注された。1973年（昭和48年）11月に着工した。トンネル入口にある足柄沢からサイロット工法（トンネル側部に導坑を先進させる工法）で建設を進め、1974年（昭和49年）中には全区間を掘り終え、1975年（昭和50年）10月に底面のインバートコンクリート打設が完了して、以降上の原工区からの掘削が到達するまで貫通点となる工区境に鏡止めを行っていた。地質は主に砂礫層で、特に問題となることはなく順調に施工された。通路コンクリートや路盤鉄筋コンクリートの打設まで完了して竣工するのは1977年（昭和52年）9月である。

### 上の原工区
上の原工区は本坑2,250メートルとそこに取り付く横坑583.6メートルからなり、飛島建設に対して発注された。1972年（昭和47年）11月から横坑に着手したが、多量の湧水に苦しみ、坑口から263メートルの地点では破砕帯に遭遇して、ここを突破するのに1か月を要した。1973年（昭和48年）7月に本坑に到達した。
本坑では底設導坑先進工法（最初にトンネル底面に先進導坑を掘削し、その後全断面に切り広げる工法）で施工を進めた。大宮側は途中から砂礫層となり、破砕帯に遭遇して異常出水に見舞われたこともあり、途中でサイロット工法に切り替えた。新潟側でも途中で破砕帯に遭遇して多量の湧水に見舞われ、これは地表に渇水被害をもたらした。
新潟側は底設導坑が1974年（昭和49年）8月末に工区境界に達し、上半への切り広げは1975年（昭和50年）2月末に完了し、アーチコンクリートの巻き立ても3月に完了した。大宮側は側面導坑の掘削が1975年（昭和50年）10月から12月にかけて工区境界に達し、上半掘削とアーチコンクリートの巻き立ては1976年（昭和51年）6月に完了した。インバート、通路コンクリートおよび路盤鉄筋コンクリートまで完了したのは1977年（昭和52年）2月である。

### 君帰工区
君帰工区は本坑2,000メートルとそこに取り付く横坑364.9メートルからなり、鉄建建設に対して発注された。
当初は横坑は勾配20パーミルで全長394.5メートルを計画していたが、軌道の安全性から勾配を10パーミルに抑えることになり、全長は364.9メートルに変更された。掘削は1972年（昭和47年）12月1日に着手された。120メートルほど掘ったところで、砂礫に湧水が伴って掘削が困難を極めるようになり、1973年（昭和48年）2月17日に掘削を中止して補強をしていたところ、約140立方メートルの土砂が流出した。この区間については薬液注入を行って突破したが、以降も134メートル、183メートル、253メートル地点で土砂流出があり、また地表に陥没が発生することもあった。泥岩層に変わったのち、切羽から石油の流出が見られたため、石油処理施設が坑外に設置された。こうした苦心を経て着工から11か月ほどを費やして、1973年（昭和48年）10月30日に本坑に到達した。
本坑位置に横坑が到達した後、大宮起点168 km 940 m地点付近にある破砕帯の規模を探る地質調査を実施することに加えて水抜効果を高める目的で、本坑から30メートル西に離れたところに迂回坑を延長268.6メートル掘削することにした。迂回坑は幅4.9メートル、上半部のアーチ半径は2.45メートルで、1973年（昭和48年）11月9日に横坑と本坑の交点から迂回坑に着手した。途中、石油やメタンガスの噴出、土砂の流出、支保工の変状座屈など様々な困難に見舞われつつ、薬液注入による地盤改良を行って突破し、1974年（昭和49年）7月14日に当初予定の区間を掘削して本坑にたどり着いた。この迂回坑はトンネル完成後、上部の土被りが浅く地質が軟弱で、存置すれば保守上の問題をきたすとして、新潟方の107.8メートルはエアーモルタル注入で埋め戻され、大宮方160.8メートルは坑内の鉱泉水の地元還元を考慮して、巻厚30センチメートルのコンクリートで二次覆工を巻きたてた。
横坑交点付近の全長373.7メートルにわたる区間は、横坑掘削時に大きな地圧を発生させて支保工の変状をきたしたのと同じ膨張性地質となっていた。このため施工方法として、当初予定の底設導坑先進工法（サイロット工法）から吹付コンクリートを併用したショートベンチカット工法に変更した。また標準断面ではなく複合円形断面を採用した。大宮起点168 km 986 m30から169 km 360 m00までの区間がショートベンチ工法区間となり、これ以外の区間でサイロット工法で掘削が行われた。また石油の噴出があり、防油シートの貼り付けやセメントベントナイトの注入などの対策が実施された。
本坑の掘削は、庄の又工区との境界に1975年（昭和50年）12月に、上の原工区との境界に1976年（昭和51年）10月に到達した。その後全断面への切り広げと覆工コンクリートの打設が行われ、竣工は1978年（昭和53年）3月となった。

### 庄の又工区
庄の又工区は本坑1,300メートルとそこに取り付く斜坑114.8メートルからなり、熊谷組に対して発注された。
1972年（昭和47年）11月に斜坑に着手し、1973年（昭和48年）3月に本坑位置に到達した。また斜坑の本坑との交点の近く、本坑から13.5メートルの横坑を伸ばして、そこに地上との間に高さ16.7メートル、直径1,600ミリメートルの細い立坑を掘削し、そこに直径300ミリメートルのコンクリート投入管を設置して、トンネル内に材料を供給するために利用した。本坑では、斜坑より大宮方では当初底設導坑先進工法を検討していたが、地質が悪くサイロット工法に変更された。1973年（昭和48年）3月から大宮方へ向かって工事を始めた。土砂の流出が複数回あり、薬液注入と水抜きボーリングにより突破して、1975年（昭和50年）2月に君帰工区境界に到達した。
斜坑の本坑到達位置より新潟方では、土被りが0 - 8メートル程度と極めて浅くなっており、庄の又川や岩の沢川の河床とすれすれになっているため、川を一時的に付け替えた上で、開削工法を採用した。また県道直下の区間についてはパイプルーフ工法を採用した。開削工法を採用した260メートル区間については、庄の又川を仮付け替えしながら1期の110メートル区間を開削し、覆工終了後に埋め戻して庄の又川を元の位置に復旧した。続いて2期の80メートル区間を開削し、埋め戻したのちに岩の沢川の仮付け替えを行った。そして3期の70メートル区間を開削して、埋め戻したのちに岩の沢川を復旧した。
工区境界最後の40メートル区間についても、当初は開削工法を考えていたが、上部の県道の付け替えや川の切り回しが困難であったため、トンネルを掘削する方式に変更された。メッセル工法（矢板をジャッキで地山に圧入して、その内側を掘削する工法）も検討されたが、玉石を含む地質では沈下や崩壊を防止できないと判断され、薬液注入を併用したパイプルーフ工法が採用された。トンネルのアーチ部を取り巻くように何本ものパイプをボーリングマシンを使って挿入し、これによって上部を支える形で中の掘削を行った。
路盤コンクリートの打設まで終わって庄の又工区が竣工したのは、1976年（昭和51年）3月であった。

### 六日町南工区

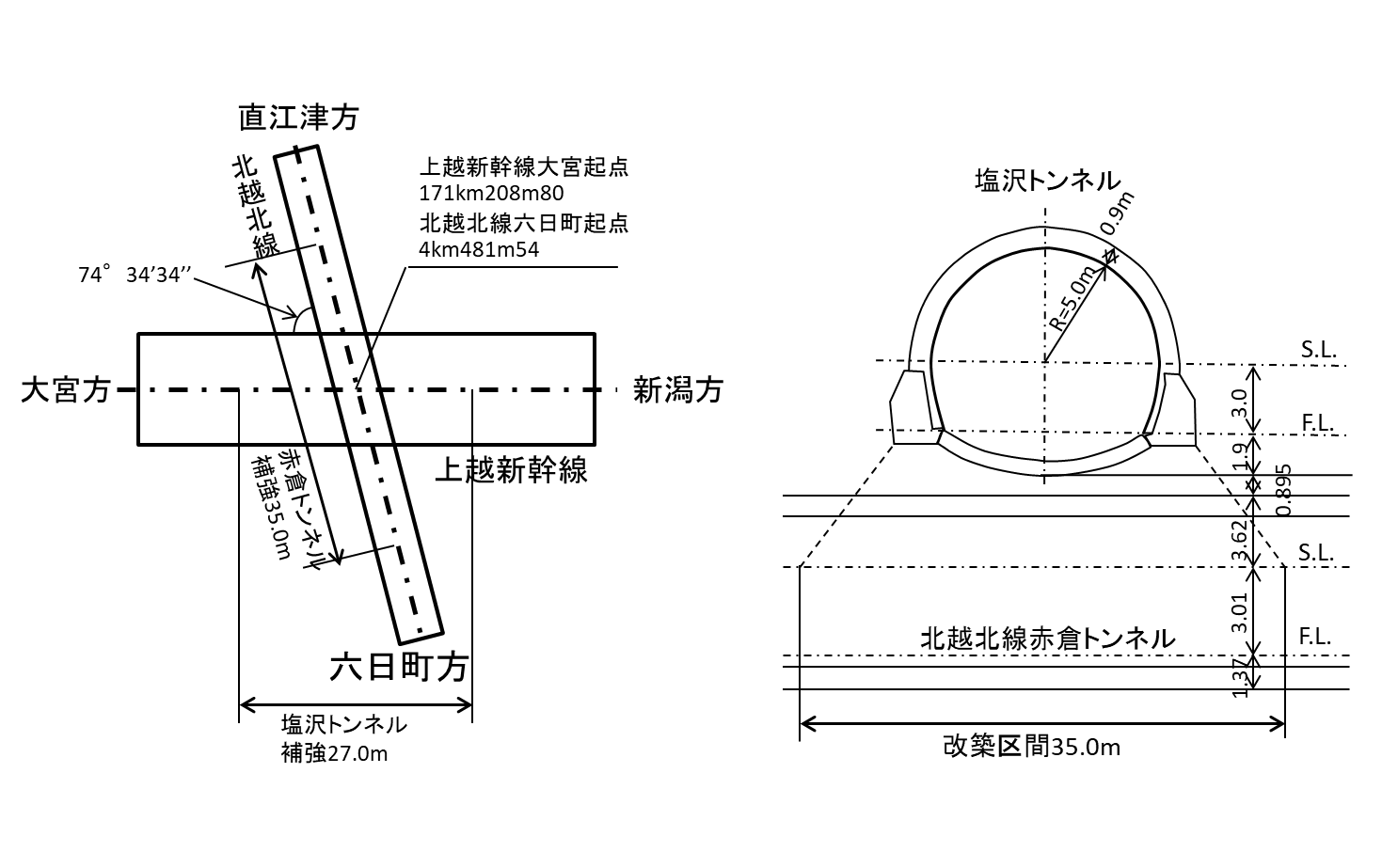
上越新幹線塩沢トンネルと北越北線（北越急行ほくほく線）赤倉トンネルの交差部の図示

六日町南工区は本坑1,510メートルとそこに取り付く横坑155.0メートルからなり、大成建設に対して発注された。
1973年（昭和48年）7月より、四十日横坑に着手した。横坑掘削中、土砂の流出が繰り返され、薄い土被りのために地表が陥没する問題まで起こしたが、コンクリートを投入して復旧し、水抜き導坑を掘って先に水を抜いてから全断面に切り広げる工法を採用したことで順調に掘削できるようになった。1973年（昭和48年）12月に本坑位置に到達した。
本坑は、土被りが全体に薄く地表に川が点在し、鉱泉が噴出している場所もあるため、掘削時の異常出水やメタンガスの発生などが予想される場所にあった。調査の結果、サイロット工法を全区間で採用することになった。さらに171 km 209 m付近では北越北線赤倉トンネルと0.90メートルの間隔で立体交差（塩沢トンネルが上を通る）し、172 km 000 m付近では川の4.0メートル下をくぐるなど、特に慎重な工事の必要な場所でもあった。サイロット工法により、側壁導坑を先進させる形で掘削したが、土砂の流出が繰り返され、導坑の全断面掘削を断念して水抜き坑を先進させることになり、さらに薬液注入を繰り返し、本坑から下り列車に対して左側に水抜きの迂回坑を388.0メートルにわたって掘削するなど苦心を重ねることになった。土被りが4メートルしかない一の沢川と四十日川は、当初は開削工法も検討していたが、川や道路を付け替える場所の不足などの問題があり、結果的に薬液注入で地盤改良を行ってサイロット工法で突破した。
赤倉トンネルとの立体交差は、上越新幹線大宮起点171 km 208 m 80地点、北越北線六日町起点4 km 481 m 54地点で間隔は1メートルない条件であり、交差角は74度である。塩沢トンネル建設時点で、既に交差地点付近の赤倉トンネルは覆工まで施工が完了している状況であった。塩沢トンネル建設に際して、何らかの対策を取らなければ、赤倉トンネルは破壊されてしまうと予想された。そこで赤倉トンネルを事前に改築する案、塩沢トンネル下部に導坑式で桁を施工して、それによって塩沢トンネルを支える案、同様に桁を施工した上で、塩沢トンネルを剛性円管断面にして横断する案、の3つの案を比較した。結果的に最初の赤倉トンネル事前改築案が採用され、北越北線を施工していた鉄道公団東京支社に委託して改築が実施された。塩沢トンネルの荷重がかかると計算された延長35メートルにわたり、トンネルを切り広げて支保工を建て込み、吹付コンクリートを施工して補強した。その後、塩沢トンネルは無事にこの区間を掘削した。結果的に、塩沢トンネルのインバート（床面のコンクリート）の最下部と、赤倉トンネル覆工の最上部の間隔は0.895メートルとなった。
本坑は、寺尾工区境界に1975年（昭和50年）8月に、庄の又工区境界には1976年（昭和51年）4月に到達した。路盤コンクリートなども打設も含め、1977年（昭和52年）5月に竣工となった。

### 寺尾工区
寺尾工区は本坑1,690メートルとそこに取り付く横坑481.0メートルからなり、錢高組に対して発注された。掘削中に土砂の流出や地表の陥没などが繰り返されたのは隣接工区とまったく同様であった。また掘削中にメタンガスが突出し、掘削の際の火花により燃焼して、作業員5名が火傷するという事故があった。
1972年（昭和47年）12月に横坑に着手し、1973年（昭和48年）6月に本坑位置に到達した。ここからサイロット工法を採用して本坑を掘削し、北工区との境界には1974年（昭和49年）11月に、六日町南工区との境界には1975年（昭和50年）12月に到達した。その後、路盤コンクリートの打設まで完了して竣工したのは1977年（昭和52年）2月である。

### 北工区
北工区は本坑2,000メートルで、佐藤工業に対して発注された。起点側1,100メートル区間は南側の工区と同様にサイロット工法で掘削し、北側900メートルは開削工法を取った。
1973年（昭和48年）6月から開削工事に着手し、7月からは開削された場所からサイロット工法による起点側への掘削も開始された。開削区間は借地した後、道路や農業用水路、などを迂回させあるいは仮橋を架けて、水田などを掘削してトンネル施工し、1974年（昭和49年）12月までに埋め戻しまで完了した。一方サイロット工法区間は1975年（昭和50年）8月に寺尾工区との境界に到達した。路盤コンクリート打設まで完了して竣工したのは1976年（昭和51年）10月である。

### 渇水対策
塩沢トンネルが建設された地区の山麓部では、飲料水、灌漑用水、そしてニシキゴイの養魚池などの水に湧水を使用しており、トンネル掘削に当たっては水源の対策が必要となった。飲料水として沢水を用いた簡易水道を使用していた地区については、地元の町営上水道を延長して代替する策を講じ、灌漑用水源については代替水源がなかったためトンネル内湧水をポンプアップして対応した。塩沢トンネルでは上の原、君帰、見の上、川窪、野田、湯の沢、四十日の7か所に深井戸設備を設けた。坑内水は低温で、そのまま水田に使用すると冷水障害が出るため、坑内水が長い流路を経て水田に達する場所以外では、稲の生育に適温となるまで水温を上昇させる温水池を2か所整備して対策した。このほか君帰工区において、湯治客を取っている鉱泉宿が使っていた、平安時代末期より湧出していたと伝わる硫化水素泉が枯渇したため、同種の坑内水が湧出していたことから、やはり深井戸を掘削して還元して対策した。
さらに君帰工区においては原油の湧出があり、坑外の沈殿槽においても処理しきれず、中和剤によっても対処しきれずに、養鯉池のニシキゴイを死滅させ、法外な補償が必要となった。養鯉には山麓付近の湧水が最適であるとされ、河川水は降雨時の濁りや冬期の水温低下のために不適当とされることから、他の適当な場所に養鯉池を移設する補償を行った。ニシキゴイは適切な鑑定価格を付けることが難しく、大した価値のない鯉でも補償の際には高額を要求されるといった問題があり、塩沢トンネルに限らず魚沼地方での工事に際してはニシキゴイ対策に関係者が苦労させられ、「まさにお鯉様」であると表現された。

### トンネルの完成
君帰工区が1978年（昭和53年）3月に竣工したことにより、塩沢トンネルの全区間が完成した。しかし、中山トンネルなどの工事遅れにより、上越新幹線全体の開通は1982年（昭和57年）11月15日となった。塩沢トンネルの建設費は約269億円で、このほかに渇水対策費約22億円を費やした。

## 年表
- 1972年（昭和47年）
  - 11月：上の原工区横坑着手[42]、庄の又工区斜坑着手[49]。
  - 12月1日：君帰工区横坑着手[44]。
  - 12月：寺尾工区横坑着手[28]。
- 1973年（昭和48年）
  - 3月：庄の又工区斜坑本坑到達[49]、大宮方へ掘削開始[51]。
  - 6月：寺尾工区横坑本坑到達[28]。
  - 7月：上の原工区横坑本坑到達[42]、六日町南工区四十日横坑着手[27]。
  - 10月30日：君帰工区横坑本坑到達[44]。
  - 11月：塩沢南工区着工[40]。
  - 11月9日：君帰工区迂回坑着手[45]。
  - 12月：六日町南工区四十日横坑本坑到達[27]。
- 1974年（昭和49年）
  - 7月14日：君帰工区迂回坑完成[45]。
  - 8月末：上の原工区掘削が君帰工区境界に到達[40]。
  - 9月：塩沢南工区掘削が上の原工区境界に到達[40]。
  - 11月：寺尾工区掘削が北工区境界に到達[28]。
- 1975年（昭和50年）
  - 2月：庄の又工区掘削が君帰工区境界に到達[51]。
  - 8月：六日町南工区掘削が寺尾工区境界に到達[27]、北工区掘削が寺尾工区境界に到達[29]。
  - 10月：上の原工区掘削が塩沢南工区境界に到達[40]。
  - 12月：君帰工区掘削が庄の又工区境界に到達[48]、寺尾工区掘削が六日町南工区に到達[28]。
- 1976年（昭和51年）
  - 3月：庄の又工区竣工[26]。
  - 4月：六日町南工区掘削が庄の又工区境界に到達[27]。
  - 10月：君帰工区掘削が上の原工区境界に到達[48]しこれにより全区間貫通、北工区竣工[29]。
- 1977年（昭和52年）
  - 2月：上の原工区竣工[40]、寺尾工区竣工[28]。
  - 5月：六日町南工区竣工[27]。
  - 9月：塩沢南工区竣工[40]。
- 1978年（昭和53年）
  - 3月：君帰工区竣工[48]。これにより全工区竣工。

### 書籍
- 日本鉄道建設公団新潟新幹線建設局 編『上越新幹線工事誌（水上・新潟間）』日本鉄道建設公団新潟新幹線建設局、1983年。
- 日本鉄道建設公団 編『上越新幹線工事誌（大宮・新潟間）』日本鉄道建設公団、1984年3月。
- 北川修三『上越新幹線物語1979』（第1刷）交通新聞社、2010年6月15日。ISBN 978-4-330-14510-5。
- 山之内秀一郎『東北・上越新幹線』（初版）JTB、2002年12月1日。ISBN 4-533-04513-8。

### 雑誌記事・論文
- 井上 敏隆、熊谷 至幸、松村 宏「山岳トンネル相互の交差工事 北越北線赤倉トンネルと上越新幹線六日町トンネル」『トンネルと地下』第8巻第8号、土木工学社、1977年8月、7 - 14頁。
- 植月 躋「上越新幹線103kmのトンネル」『トンネルと地下』第3巻第3号、土木工学社、1972年3月、43 - 49頁。
- 瀬戸 勝男「上越新幹線塩沢トンネル君帰工事」『トンネルと地下』第9巻第12号、土木工学社、1978年12月、26頁。
- 「上越新幹線トンネル施工と技術」『開発往来』第17巻第6号、開発行政懇話会、1973年6月、14 - 27頁。
- 服部 英隆、松村 宏「塩沢トンネルの施工」『土木施工』第15巻第13号、山海堂、1974年11月、51 - 58頁。
- 松村 宏「上越新幹線塩沢・六日町トンネルの渇水対策」『土木施工』第17巻第13号、山海堂、1976年11月、78 - 81頁。
- 「北向きのshinkansen」『鉄道ピクトリアル』第769号、電気車研究会、2005年12月1日、1 - 7頁。